# All England/Herrendoppel
Als All England werden die Internationalen Meisterschaften von England im Badminton bezeichnet. Sie sind das älteste internationale Badmintonturnier überhaupt und galten bis zur Einführung der Badminton-Weltmeisterschaft im Jahr 1977 als inoffizielle Einzel-WM. Folgend die Gewinner und Finalisten im Herrendoppel.

## Sieger und Finalisten im Herrendoppel
| Jahr        | Sieger                                         | Finalist                                       | Ergebnis            |
| ----------- | ---------------------------------------------- | ---------------------------------------------- | ------------------- |
| 1899        | D. Oakes/Stewart Marsden Massey                | Ian M. Campbell/L. Hanson                      | 15-5, 15-7          |
| 1900        | H. L. Mellersh/F. S. Collier                   | D. Oakes/Stewart Marsden Massey                | 15-11, 8-15, 15-10  |
| 1901        | H. L. Mellersh/F. S. Collier                   | C. H. Martin/Stewart Marsden Massey            | 17-16, 9-15, 15-5   |
| 1902        | H. L. Mellersh/F. S. Collier                   | C. H. Martin/Stewart Marsden Massey            | 5-15, 15-11, 15-9   |
| 1903        | Stewart Marsden Massey/Edward Louis Huson      | George Alan Thomas/Ralph Watling               | 15-10, 15-3         |
| 1904        | Albert Davis Prebble/Henry Norman Marrett      | S. H. Dillon/John Frederick Stokes             | 15-8, 15-7          |
| 1905        | C. T. J. Barnes/Stewart Marsden Massey         | Henry Norman Marrett/Albert Davis Prebble      | 11-15, 15-11, 15-10 |
| 1906        | Henry Norman Marrett/George Alan Thomas        | Albert Davis Prebble/Norman Wood               | 15-5, 5-15, 15-11   |
| 1907        | Albert Davis Prebble/Norman Wood               | Frank Chesterton/Stewart Marsden Massey        | 17-16, 15-3         |
| 1908        | Henry Norman Marrett/George Alan Thomas        | Frank Chesterton/Stewart Marsden Massey        | 16-18, 18-13, 15-4  |
| 1909        | Frank Chesterton/Albert Davis Prebble          | Henry Norman Marrett/George Alan Thomas        | 15-6, 3-15, 15-7    |
| 1910        | Henry Norman Marrett/George Alan Thomas        | Frank Chesterton/Albert Davis Prebble          | 15-4, 12-15, 15-12  |
| 1911        | Percy Douglas Fitton/Edward Hawthorn           | R. Franck/C. J. Greenwood                      | 8-15, 15-3, 15-10   |
| 1912        | Henry Norman Marrett/George Alan Thomas        | Frank Chesterton/Guy Sautter                   | 15-9, 15-12         |
| 1913        | Frank Chesterton/George Alan Thomas            | James Crombie/H. J. H. Inglis                  | 15-10, 15-8         |
| 1914        | Frank Chesterton/George Alan Thomas            | Guy Sautter/ Edward Hawthorn                   | 17-16, 15-7         |
| 1915 – 1919 | nicht ausgetragen                              | nicht ausgetragen                              | nicht ausgetragen   |
| 1920        | Archibald Frank Engelbach/Raoul du Roveray     | J. H. Colin Prior/Herbert Uber                 | 15-13, 15-8         |
| 1921        | George Alan Thomas/Frank Hodge                 | Frank Devlin/Gordon Mack                       | 7-15, 15-8, 15-13   |
| 1922        | Guy Sautter/ Frank Devlin                      | George Alan Thomas/Frank Hodge                 | 15-7, 15-9          |
| 1923        | Frank Devlin/Gordon Mack                       | George Alan Thomas/William Mather Swinden      | 15-8, 15-13         |
| 1924        | George Alan Thomas/Frank Hodge                 | Arthur Kenneth Jones/William Mather Swinden    | 15-6, 15-8          |
| 1925        | Herbert Uber/Arthur Kenneth Jones              | R. A. J. Goff/Gordon Mack                      | 15-8, 15-3          |
| 1926        | Frank Devlin/Gordon Mack                       | Raoul du Roveray/J. Vincent                    | 15-3, 15-5          |
| 1927        | Frank Devlin/Gordon Mack                       | Raoul du Roveray/Albert Edward Harbot          | 15-0, 7-15, 15-5    |
| 1928        | George Alan Thomas/Frank Hodge                 | Herbert Uber/Arthur Kenneth Jones              | 15-9, 4-15, 15-9    |
| 1929        | Frank Devlin/Gordon Mack                       | Alan Titherley/T. P. Dick                      | 15-2, 15-3          |
| 1930        | Frank Devlin/Gordon Mack                       | Alan Titherley/T. P. Dick                      | 15-5, 15-10         |
| 1931        | Frank Devlin/Gordon Mack                       | K. G. Livingstone/Raymond M. White             | 15-6, 11-15, 15-4   |
| 1932        | Donald C. Hume/Raymond M. White                | Leslie Nichols/Ralph Nichols                   | 14-15, 18-16, 15-4  |
| 1933        | Donald C. Hume/Raymond M. White                | Thomas Boyle/James Rankin                      | 15-10, 15-7         |
| 1934        | Donald C. Hume/Raymond M. White                | Leslie Nichols/Ralph Nichols                   | 15-12, 12-15, 15-7  |
| 1935        | Donald C. Hume/Raymond M. White                | Leslie Nichols/Ralph Nichols                   | 15-12, 15-13        |
| 1936        | Leslie Nichols/Ralph Nichols                   | Donald C. Hume/Raymond M. White                | 15-7, 15-2          |
| 1937        | Leslie Nichols/Ralph Nichols                   | Donald C. Hume/Raymond M. White                | 15-6, 18-14         |
| 1938        | Leslie Nichols/Ralph Nichols                   | Ian Maconachie/ Raymond M. White               | 15-12, 7-15, 15-9   |
| 1939        | Thomas Boyle/James Rankin                      | Leslie Nichols/Ralph Nichols                   | 15-4, 15-3          |
| 1940 – 1946 | nicht ausgetragen                              | nicht ausgetragen                              | nicht ausgetragen   |
| 1947        | Tage Madsen/Poul Holm                          | Jørn Skaarup/Preben Dabelsteen                 | 4-15, 15-12, 15-4   |
| 1948        | Preben Dabelsteen/Børge Frederiksen            | Conny Jepsen/Nils Jonson                       | 15-8, 16-18, 18-17  |
| 1949        | Ooi Teik Hock/Teoh Seng Khoon                  | David G. Freeman/Wynn Rogers                   | 15-5, 15-6          |
| 1950        | Jørn Skaarup/Preben Dabelsteen                 | Poul Holm/Børge Frederiksen                    | 9-15, 15-2, 15-12   |
| 1951        | David Choong/Eddy Choong                       | Ong Poh Lim/Ismail Marjan                      | 9-15, 15-7, 15-10   |
| 1952        | David Choong/Eddy Choong                       | Poul Holm/Ole Jensen                           | 9-15, 15-12, 15-7   |
| 1953        | David Choong/Eddy Choong                       | Poul Holm/Ole Jensen                           | 15-5, 15-12         |
| 1954        | Ooi Teik Hock/Ong Poh Lim                      | David Choong/Eddy Choong                       | 18-16, 15-12        |
| 1955        | Finn Kobberø/Jørgen Hammergaard Hansen         | David Choong/Eddy Choong                       | 15-9, 14-17, 15-11  |
| 1956        | Finn Kobberø/Jørgen Hammergaard Hansen         | John Nygaard/Poul-Erik Nielsen                 | 18-14, 15-5         |
| 1957        | Joe Alston/ Johnny Heah                        | David Choong/Eddy Choong                       | 15-10, 16-17, 15-5  |
| 1958        | Erland Kops/Poul-Erik Nielsen                  | Finn Kobberø/Jørgen Hammergaard Hansen         | 15-7, 11-15, 15-8   |
| 1959        | Lim Say Hup/Teh Kew San                        | Henning Borch/Jørgen Hammergaard Hansen        | 15-12, 15-10        |
| 1960        | Finn Kobberø/Poul-Erik Nielsen                 | Lim Say Hup/Teh Kew San                        | 14-17, 15-3, 15-1   |
| 1961        | Finn Kobberø/Jørgen Hammergaard Hansen         | Erland Kops/Poul-Erik Nielsen                  | 15-6, 15-5          |
| 1962        | Finn Kobberø/Jørgen Hammergaard Hansen         | Narong Bhornchima/Raphi Kanchanaraphi          | 17-16, 15-3         |
| 1963        | Finn Kobberø/Jørgen Hammergaard Hansen         | Ferry Sonneville/Tan Joe Hok                   | 10-15, 15-4, 15-7   |
| 1964        | Finn Kobberø/Jørgen Hammergaard Hansen         | Erland Kops/Poul-Erik Nielsen                  | 9-15, 15-9, 17-15   |
| 1965        | Ng Boon Bee/Tan Yee Khan                       | Erland Kops/ Oon Chong Jin                     | 15-7, 15-5          |
| 1966        | Ng Boon Bee/Tan Yee Khan                       | Finn Kobberø/Jørgen Hammergaard Hansen         | 9-15, 15-9, 17-15   |
| 1967        | Henning Borch/Erland Kops                      | Svend Pri/Per Walsøe                           | 15-8, 15-12         |
| 1968        | Henning Borch/Erland Kops                      | Ng Boon Bee/Tan Yee Khan                       | 15-6, 15-4          |
| 1969        | Henning Borch/Erland Kops                      | David Eddy/Roger Powell                        | 13-15, 15-10, 15-9  |
| 1970        | Tom Bacher/Poul Petersen                       | David Eddy/Roger Powell                        | 15-11, 15-0         |
| 1971        | Ng Boon Bee/Punch Gunalan                      | Rudy Hartono/Indra Gunawan                     | 15-5, 15-3          |
| 1972        | Christian Hadinata/Ade Chandra                 | Ray Stevens/Mike Tredgett                      | 15-5, 15-12         |
| 1973        | Christian Hadinata/Ade Chandra                 | Tjun Tjun/Johan Wahjudi                        | 15-1, 15-7          |
| 1974        | Tjun Tjun/Johan Wahjudi                        | Christian Hadinata/Ade Chandra                 | 15-8, 15-6          |
| 1975        | Tjun Tjun/Johan Wahjudi                        | Christian Hadinata/Ade Chandra                 | 15-11, 15-5         |
| 1976        | Bengt Fröman/Thomas Kihlström                  | Svend Pri/Steen Skovgaard                      | 15-12, 17-15        |
| 1977        | Tjun Tjun/Johan Wahjudi                        | Christian Hadinata/Ade Chandra                 | 15-7, 18-15         |
| 1978        | Tjun Tjun/Johan Wahjudi                        | Christian Hadinata/Ade Chandra                 | 15-12, 15-8         |
| 1979        | Tjun Tjun/Johan Wahjudi                        | Stefan Karlsson/Claes Nordin                   | 17-16, 15-3         |
| 1980        | Tjun Tjun/Johan Wahjudi                        | Ray Stevens/Mike Tredgett                      | 10-15, 15-9, 15-10  |
| 1981        | Rudy Heryanto/Hariamanto Kartono               | Tjun Tjun/Johan Wahjudi                        | 15-9, 15-8          |
| 1982        | Razif Sidek/Jalani Sidek                       | Billy Gilliland/Dan Travers                    | 8-15, 15-9, 15-10   |
| 1983        | Thomas Kihlström/Stefan Karlsson               | Mike Tredgett/Martin Dew                       | 15-10, 15-13        |
| 1984        | Rudy Heryanto/Hariamanto Kartono               | Mike Tredgett/Martin Dew                       | 15-11, 15-6         |
| 1985        | Kim Moon-soo/Park Joo-bong                     | Mark Christiansen/Michael Kjeldsen             | 7-15, 15-10, 15-9   |
| 1986        | Kim Moon-soo/Park Joo-bong                     | Jalani Sidek/Razif Sidek                       | 15-2, 15-11         |
| 1987        | Li Yongbo/Tian Bingyi                          | Bobby Ertanto/Rudy Heryanto                    | 15-9, 15-8          |
| 1988        | Li Yongbo/Tian Bingyi                          | Jalani Sidek/Razif Sidek                       | 15-6, 15-7          |
| 1989        | Lee Sang-bok/Park Joo-bong                     | Rudy Gunawan/Eddy Hartono                      | 15-8, 15-7          |
| 1990        | Kim Moon-soo/Park Joo-bong                     | Li Yongbo/Tian Bingyi                          | 17-14, 15-9         |
| 1991        | Li Yongbo/Tian Bingyi                          | Kim Moon-soo/Park Joo-bong                     | 12-15, 15-7, 15-8   |
| 1992        | Rudy Gunawan/Eddy Hartono                      | Jan Paulsen/Henrik Svarrer                     | 15-10, 15-12        |
| 1993        | Jon Holst-Christensen/Thomas Lund              | Chen Hongyong/Chen Kang                        | 10-15, 15-2, 15-10  |
| 1994        | Rudy Gunawan/Bambang Suprianto                 | Rexy Mainaky/Ricky Subagja                     | 15-12, 15-12        |
| 1995        | Rexy Mainaky/Ricky Subagja                     | S. Antonius Budi Ariantho/Denny Kantono        | 15-12, 15-18, 15-8  |
| 1996        | Rexy Mainaky/Ricky Subagja                     | Cheah Soon Kit/Yap Kim Hock                    | 15-6, 15-5          |
| 1997        | Ha Tae-kwon/Kang Kyung-jin                     | Jon Holst-Christensen/Michael Søgaard          | 15-11, 17-16        |
| 1998        | Lee Dong-soo/Yoo Yong-sung                     | Candra Wijaya/Tony Gunawan                     | 15-10, 15-10        |
| 1999        | Tony Gunawan/Candra Wijaya                     | Lee Dong-soo/Yoo Yong-sung                     | 15-7, 15-5          |
| 2000        | Ha Tae-kwon/Kim Dong-moon                      | Lee Dong-soo/Yoo Yong-sung                     | 15-4, 13-15, 17-15  |
| 2001        | Tony Gunawan/Halim Haryanto                    | Sigit Budiarto/Candra Wijaya                   | 15-13, 7-15, 15-7   |
| 2002        | Ha Tae-kwon/Kim Dong-moon                      | Eng Hian/Flandy Limpele                        | 7-2, 7-2, 1-7, 7-3  |
| 2003        | Sigit Budiarto/Candra Wijaya                   | Lee Dong-soo/Yoo Yong-sung                     | 15-5, 15-7          |
| 2004        | Jens Eriksen/Martin Lundgaard Hansen           | Lee Wan Wah/Choong Tan Fook                    | 9-15, 15-13, 15-3   |
| 2005        | Cai Yun/Fu Haifeng                             | Lars Paaske/Jonas Rasmussen                    | 15-10, 15-6         |
| 2006        | Jens Eriksen/Martin Lundgaard Hansen           | Choong Tan Fook/Lee Wan Wah                    | 17-15, 14-17, 15-2  |
| 2007        | Koo Kien Keat/Tan Boon Heong                   | Cai Yun/Fu Haifeng                             | 21-15, 21-18        |
| 2008        | Jung Jae-sung/Lee Yong-dae                     | Lee Jae-jin/Hwang Ji-man                       | 20-22, 21-19, 21-18 |
| 2009        | Cai Yun/Fu Haifeng                             | Han Sang-hoon/Hwang Ji-man                     | 21-17, 21-15        |
| 2010        | Lars Paaske/Jonas Rasmussen                    | Mathias Boe/Carsten Mogensen                   | 21-23, 21-19, 26-24 |
| 2011        | Mathias Boe/Carsten Mogensen                   | Koo Kien Keat/Tan Boon Heong                   | 15-21, 21-18, 21-18 |
| 2012        | Jung Jae-sung/Lee Yong-dae                     | Cai Yun/Fu Haifeng                             | 21-23, 21-9, 21-14  |
| 2013        | Liu Xiaolong/Qiu Zihan                         | Hiroyuki Endo/Kenichi Hayakawa                 | 21-11, 21-9         |
| 2014        | Mohammad Ahsan/Hendra Setiawan                 | Hiroyuki Endo/Kenichi Hayakawa                 | 21-19, 21-19        |
| 2015        | Mathias Boe/Carsten Mogensen                   | Fu Haifeng/Zhang Nan                           | 21-17, 22-20        |
| 2016        | Vladimir Ivanov/Ivan Sozonov                   | Hiroyuki Endo/Kenichi Hayakawa                 | 21–23, 21–18, 21–16 |
| 2017        | Markus Fernaldi Gideon/Kevin Sanjaya Sukamuljo | Li Junhui/Liu Yuchen                           | 21-19, 21-14        |
| 2018        | Markus Fernaldi Gideon/Kevin Sanjaya Sukamuljo | Mathias Boe/Carsten Mogensen                   | 21-18, 21-17        |
| 2019        | Mohammad Ahsan/Hendra Setiawan                 | Aaron Chia/Soh Wooi Yik                        | 11-21, 21-14, 21-12 |
| 2020        | Hiroyuki Endo/Yuta Watanabe                    | Markus Fernaldi Gideon/Kevin Sanjaya Sukamuljo | 21–18, 12–21, 21–19 |
| 2021        | Hiroyuki Endo/Yuta Watanabe                    | Takeshi Kamura/Keigo Sonoda                    | 21–15, 17–21, 21–11 |
| 2022        | Muhammad Shohibul Fikri/Bagas Maulana          | Mohammad Ahsan/Hendra Setiawan                 | 21–19, 21–13        |
| 2023        | Fajar Alfian/Muhammad Rian Ardianto            | Mohammad Ahsan/Hendra Setiawan                 | 21–17, 21–14        |
| 2024        | Fajar Alfian/Muhammad Rian Ardianto            | Aaron Chia/Soh Wooi Yik                        | 21–16, 21–16        |

## Statistik

### Mehrfachtitelgewinner
| Platz | Land                | Spieler                   | Anzahl |
| ----- | ------------------- | ------------------------- | ------ |
| 1     | England             | George Alan Thomas        | 9      |
| 2     | Irland              | Frank Devlin              | 7      |
| 2     | Danemark            | Finn Kobberø              | 7      |
| 4     | Irland              | Gordon Mack               | 6      |
| 4     | Danemark            | Jørgen Hammergaard Hansen | 6      |
| 4     | Indonesien          | Tjun Tjun                 | 6      |
| 4     | Indonesien          | Johan Wahjudi             | 6      |
| 8     | England             | Henry Norman Marrett      | 5      |
| 9     | England             | Donald C. Hume            | 4      |
| 9     | England             | Raymond M. White          | 4      |
| 9     | Danemark            | Erland Kops               | 4      |
| 9     | Korea Sud           | Park Joo-bong             | 4      |
| 13    | England             | Stewart Marsden Massey    | 3      |
| 13    | England             | F. S. Collier             | 3      |
| 13    | England             | H. L. Mellersh            | 3      |
| 13    | England             | Albert Davis Prebble      | 3      |
| 13    | England             | Frank Chesterton          | 3      |
| 13    | England             | Frank Hodge               | 3      |
| 13    | England             | Leslie Nichols            | 3      |
| 13    | England             | Ralph Nichols             | 3      |
| 13    | Malaysia            | David Choong              | 3      |
| 13    | Malaysia            | Eddy Choong               | 3      |
| 13    | Malaysia            | Ng Boon Bee               | 3      |
| 13    | Danemark            | Henning Borch             | 3      |
| 13    | Korea Sud           | Kim Moon-soo              | 3      |
| 13    | China Volksrepublik | Li Yongbo                 | 3      |
| 13    | China Volksrepublik | Tian Bingyi               | 3      |
| 13    | Korea Sud           | Ha Tae-kwon               | 3      |
| 29    | Danemark            | Preben Dabelsteen         | 2      |
| 29    | Malaysia            | Ooi Teik Hock             | 2      |
| 29    | Danemark            | Poul-Erik Nielsen         | 2      |
| 29    | Malaysia            | Tan Yee Khan              | 2      |
| 29    | Indonesien          | Ade Chandra               | 2      |
| 29    | Indonesien          | Christian Hadinata        | 2      |
| 29    | Schweden            | Thomas Kihlström          | 2      |
| 29    | Indonesien          | Rudy Heryanto             | 2      |
| 29    | Indonesien          | Hariamanto Kartono        | 2      |
| 29    | Indonesien          | Rudy Gunawan              | 2      |
| 29    | Indonesien          | Rexy Mainaky              | 2      |
| 29    | Indonesien          | Ricky Subagja             | 2      |
| 29    | Indonesien          | Tony Gunawan              | 2      |
| 29    | Indonesien          | Candra Wijaya             | 2      |
| 29    | Danemark            | Jens Eriksen              | 2      |
| 29    | Danemark            | Martin Lundgaard Hansen   | 2      |
| 29    | China Volksrepublik | Cai Yun                   | 2      |
| 29    | China Volksrepublik | Fu Haifeng                | 2      |
| 29    | Korea Sud           | Jung Jae-sung             | 2      |
| 29    | Korea Sud           | Lee Yong-dae              | 2      |
| 29    | Danemark            | Mathias Boe               | 2      |
| 29    | Danemark            | Carsten Mogensen          | 2      |
| 29    | Indonesien          | Mohammad Ahsan            | 2      |
| 29    | Indonesien          | Hendra Setiawan           | 2      |
| 29    | Indonesien          | Markus Fernaldi Gideon    | 2      |
| 29    | Indonesien          | Kevin Sanjaya Sukamuljo   | 2      |
| 29    | Japan               | Hiroyuki Endo             | 2      |
| 29    | Japan               | Yuta Watanabe             | 2      |
| 29    | Indonesien          | Fajar Alfian              | 2      |
| 29    | Indonesien          | Muhammad Rian Ardianto    | 2      |

### Sieger nach Land
| 1  | England             | 28.5 |
| 2  | Indonesien          | 24   |
| 3  | Dänemark            | 21   |
| 4  | Malaysia            | 11.5 |
| 5  | Südkorea            | 10   |
| 6  | Irland              | 7.5  |
| 7  | Volksrepublik China | 6    |
| 8  | Schweden            | 2    |
| 8  | Japan               | 2    |
| 10 | Russland            | 1    |
| 11 | Vereinigte Staaten  | 0.5  |